# Jan Morris
Jan Morris (ur. jako James Humphrey Morris 2 października 1926 w Clevedon, zm. 20 listopada 2020 w Pwllheli) – walijska transpłciowa historyczka, pisarka i autorka relacji z podróży. Napisała trylogię Pax Britannica (1968–1978), historię imperium brytyjskiego, i portrety miast, np. Oksfordu, Wenecji, Triestu, Hongkongu i Nowego Jorku.

## Życiorys
Urodziła się w Anglii, matka była Angielką, a ojciec Walijczykiem, sama uważała się za Walijkę. Była transkobietą, do roku 1972 wydawała książki pod swoim męskim imieniem. Potem zaczęła życie jako kobieta.
W 1945 roku trafiła z wojskiem do Triestu podczas angielsko-amerykańskiej okupacji. Po wojnie pisała do „The Times”, była m.in. korespondentką towarzyszącą brytyjskiej ekspedycji na Mount Everest (1953) Hillary'ego i Tenzinga, która zdobyła ten szczyt. 
W 1949 roku poślubiła córkę plantatora herbaty, mieli pięcioro dzieci. W 1964 roku rozpoczęła medyczną korektę płci, operacja odbyła się w 1972 roku w Maroku (chirurg Georges Burou), ponieważ brytyjscy lekarze żądali uprzedniego rozwodu z żoną. Potem rozwiedli się, ale pozostali razem i w roku 2008 zawarli rejestrowany związek partnerski.
Mieszkała głównie w północnej Walii, uważała się za walijską nacjonalistkę republikańską. Dostała nagrody Golden PEN Award, Glyndŵra i doktorat honoris causa Uniwersytetu Walijskiego i Glamorgan, otrzymała także Order Imperium Brytyjskiego, była członkiem Królewskiego Towarzystwa Literackiego.

## Publikacje

### Non-fiction

#### Literatura podróżnicza
- Coast to Coast (w USA wydana pod tytułem As I Saw the USA, 1956, zdobyła Cafe Royal Prize w 1957 roku)
- Sultan in Oman (1957)
- The Market in Seleukia (1957)
- South African Winter (1958)
- The Hashemite Kings (1959)
- Venice (1960, zdobyła nagrodę Heinemanna w 1961 roku)
- The Presence of Spain (1964)
- Spain (1964)
- Oxford (1965)
- The Great Port: A Passage through New York (1969)
- The Venetian Empire (1980)
- A Venetian Bestiary (1982)
- The Matter of Wales (1984)
- Spain (1988)
- Hong Kong (1988)
- Sydney (1992)
- Trieste and the Meaning of Nowhere (2001)
- The World: Life and Travel 1950-2000 (2003)
- Contact! A Book of Encounters (2010)

#### Eseje
- The Road to Huddersfield: A Journey to Five Continents (1963)
- The Outriders: A Liberal View of Britain (1963)
- Cities (1963)
- Places (1972)
- Travels (1976)
- Destinations (1980)
- Wales; The First Place (1982, reprint 1998)
- Journeys (1984)
- Among the Cities (1985)
- Locations (1992)
- O Canada! (1992)
- Contact! A Book of Glimpses (2009)

#### Historia
- Trylogia The Pax Britannica:
  - Heaven’s Command: An Imperial Progress (1973). Tom 1. Obejmuje okres 1837-1897.
  - Pax Britannica: The Climax of Empire (1968). Tom 2.
  - Farewell the Trumpets: An Imperial Retreat (1978). Tom 3. Obejmuje okres 1897-1965.
- The Spectacle of Empire: Style, Effect and the Pax Britannica (1982)
- Stones of Empire: Buildings of the Raj (1983) (tekst Jan Morris z fotografiami Simona Winchestera)

#### Życiorys
- Fisher's Face (1995)

#### Wspomnienia
- Conundrum, USA, Harcourt Brace (1974) (osobista opowieść o transseksualiźmie)
- Wales, The First Place (1982)
- Pleasures of a Tangled Life (1989)
- Herstory (1999)
- Trieste and the Meaning of Nowhere (2001)
- A Writer's House in Wales (2002)

#### Inne
- Coronation Everest (1958)

### Beletrystyka

#### Powieści
- Last Letters from Hav (1985, na liście finalistów Nagrody Bookera w 1985 roku)
- Hav (2006, na liście finalistów Nagrody im. Arthura C. Clarke’a w 2007 roku)

### Opowiadania
- The Upstairs Donkey, and Other Stolen Stories (1961)

### Różne
- Manhattan '45 (w twardej oprawie 1987, w miękkiej oprawie 1998)
- Fifty Years of Europe: An Album (1997) – opublikowany w 2006 roku jako Europe – An Intimate Journey
- The Oxford Book of Oxford (redaktor)
- The Matter of Wales: Epic Views of a Small Country
- Lincoln: A Foreigner's Quest (2001)
- Our First Leader
- Thrilling Cities autorstwa Iana Fleminga. Jan Morris napisała wstęp do wydania z 2009 roku opublikowanego przez Ian Fleming Publications.